# Christian Krohg

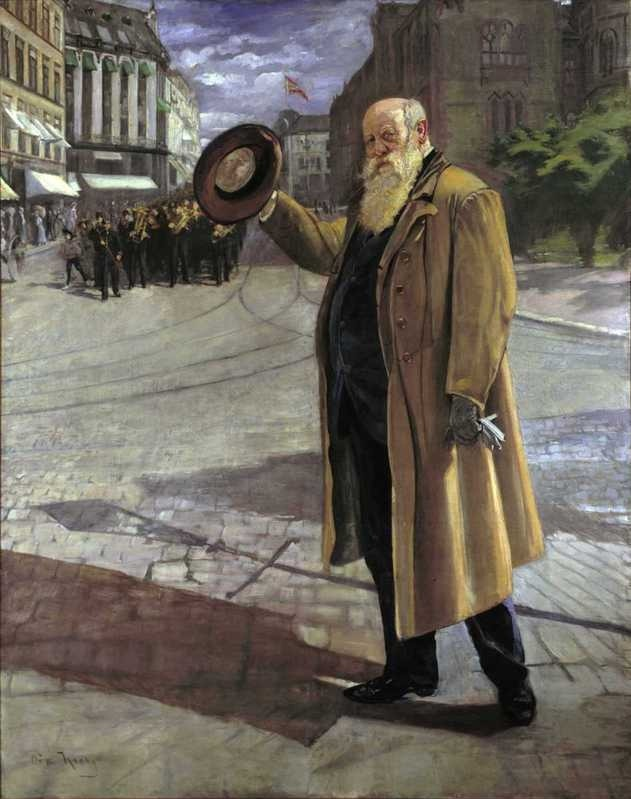
Christian Krohg pintat per Oda Krohg

Christian Krohg (13 d'agost de 1852 - 16 d'octubre de 1925) va ser un pintor naturalista noruec, escriptor i periodista. Va estar casat amb la també pintora Oda Krohg i va ser pare del muralista Per Krohg.
Va estudiar a Cristiania i a Karlsruhe (Alemanya) sota els auspicis de Hans Gude i va treballar a París entre 1881 i 1882. Inspirat per les idees dels realistes, va pintar escenes de la vida quotidiana i va ser una figura clau en la transició del romanticisme al naturalisme, típic de la pintura noruega en aquest període. Del seu període a Skagen, destaquen la influència sobre Anna i Michael Ancher i el seu suport a Edvard Munch.